# Новоигоревка
Новоигоревка (укр. Новоігорівка, до 2016 г. — Димитрово) — село в Устиновской поселковой общине Кропивницкого района Кировоградской области Украины.
До 2020 года входило в Устиновский район
Население по переписи 2001 года составляло 1185 человек. Почтовый индекс — 28610. Телефонный код — 5239. Код КОАТУУ — 3525882301.